# Tarrafa
La tarrafa és un art de pesca a l'encesa i un art de cèrcol que consisteix a envoltar, amb una xarxa gran, els peixos que s'arremolinen sota la llum, per després tancar-la per baix i atrapar-los.
La forma d'aquest art de cèrcol és semblant a la de l'art amb "sàgola" encara que de dimensions molt més grans. Es pot arribar a unes dimensions de 650 m de llarg per uns 65 d'alt. Cap a la meitat hi ha una peça de malla de grans dimensions, és el "COP". Tot l'art va envoltat d'una doble xarxa mallada. Per poder arriar-lo es fa ús de dues grans barres que poden arribar a pesar 50 kg que, un cop aparellat el cèrcol, s'usen per estrènyer el setge i capturar la pesca.
La diferència amb altres arts de cèrcol rau en el gran tonatge necessari dels vaixells que l'empren, per raó de les dimensions tan grans que té aquest art. El seu ús està indicat sobretot per a peixos de mida no gaire gran, com la sardina, el sorell o el seitó. El golf de Cadis va ser el lloc pioner a Espanya on es faria servir la tarrafa al voltant de 1888, concretament va ser Juan Martín Cabet qui la va introduir a Illa Cristina per a la seva pròpia flota. en Galícia entraria una mica després, cap al 1902.